# Håvard Nordtveit
Håvard Nordtveit (nascut el 21 de juny del 1990) és un futbolista noruec que actualment juga pel Borussia Mönchengladbach.